# Bahabón
Bahabón es un municipio de España, en la provincia de Valladolid, comunidad autónoma de Castilla y León. Tiene una superficie de 20,71 km², con una población de 81 habitantes y una densidad de 5,37 hab/km². Forma parte de la Comunidad de Villa y Tierra de Cuéllar, y está encuadrado en el Sexmo de Valcorba. Pertenece a la comarca de Campo de Peñafiel.
Situado en un valle de incipiente creación, puesto que el Valcorba nace unos metros más arriba de donde se ubica el pueblo, esta localidad se encuentra a 45 kilómetros de Valladolid, en un lugar, con el Valcorba como eje vertebrador.

## Demografía
Cuenta con una población de 93 habitantes (INE 2024).
| Gráfica de evolución demográfica de Bahabón entre 1842 y 2021                                                         |
| |
| Población de derecho según los censos de población del INE. Población de hecho según los censos de población del INE. |

## Administración y política
| Periodo   | Nombre                          | Partido |
| --------- | ------------------------------- | ------- |
| 1995-1999 | Mª Enma González Martín         | PP      |
| 1999-2003 | Mª Enma González Martín         | PP      |
| 2003-2007 | María del Rosario García Arranz | PP      |
| 2007-2011 | Iván García Cobo                | PSOE    |
| 2011-2015 | Manuel Javier Ramírez Nieto     | PP      |
| 2015-2019 | Manuel Javier Ramírez Nieto     | PP      |

## Cultura

### Patrimonio
- Iglesia de Nuestra Señora de la Asunción, del siglo XVI, realizada en piedra con tres naves que se cubren con bóvedas de crucería con combados. El interior además guarda una interesante colección de tablas que representan los Diez Mandamientos. Puede visitarse contactando con el Ayuntamiento.
- Despoblado de Minguela.

### Fiestas
- San Isidro Labrador, el 15 de mayo.
- Romería del Santo Cristo del Amparo, el sábado más cercano al 18 de junio.
- Nuestra Señora y San Roque, el 15, 16 y 17 de agosto son las fiestas patronales del municipio, se celebran con diversos actos y procesiones.